# 高槻市立如是中学校
高槻市立如是中学校（たかつきしりつ にょぜちゅうがっこう）は、大阪府高槻市如是町にある公立中学校。校区の都市化に伴う生徒数増加により、1980年に高槻市立第三中学校から分離開校した。

## 沿革
- 1980年4月1日 - 現在地に創立。高槻市立第三中学校から分離開校。鉄筋四階建校舎竣工
- 1980年6月24日 - 開校式を実施（この日を開校記念日とする）
- 1980年10月7日 - 校歌・校旗制定
- 1993年2月 - コンピュータ室完成
- 1998年10月 - ノート型パソコン設置

## 通学区域
- 高槻市立如是小学校と高槻市立五百住小学校の通学区域。

## 交通
- 阪急京都線 富田駅 東へ約1km。
- 東海道本線（JR京都線） 摂津富田駅 南東へ約1km。
- 高槻市営バス 如是校前バス停

## 出身者
- 梅鉢貴秀 - サッカー選手。
- 寺田努 - 神戸大学准教授。
- 森貴洋 - ボートレーサー
- 名和晃平 - 彫刻家